# Falsoterinaeopsis rondoni
Falsoterinaeopsis rondoni är en skalbaggsart som beskrevs av Stefan von Breuning 1965. Falsoterinaeopsis rondoni ingår i släktet Falsoterinaeopsis och familjen långhorningar.
Artens utbredningsområde är Laos. Inga underarter finns listade i Catalogue of Life.